# Blood Inside
Blood Inside es el sexto álbum de estudio de la banda noruega Ulver, editado en 2005.

## Antecedentes
Blood Inside combina  música experimental con folk y música electrónica experimental, habiendo sido precedido por otros trabajos de corta duración como Metamorphosis y A Quick Fix of Melancholy, entre otros, además de un par de bandas sonoras para películas, puntualmente Lickantropen Themes para un cortometraje, y Svidd Neger para un largometraje. 
Para este disco, Ulver trabajó con el reconocido productor Ronan Chris Murphy, que trabajó con Yes, entre otras bandas.

## Estilo
En comparación con Perdition City (su anterior disco), Blood Inside es un trabajo más orgánico en su concepción como lo denota el uso permanente de batería acústica, y no bases programadas. También el uso habitual de guitarras y pianos le dan otro aire distinto al de sus trabajos antecesores.

## Lista de canciones
1. "Dressed in Black" – 7:06
2. "For the Love of God" – 4:11
3. "Christmas" – 6:15
4. "Blinded by Blood" – 6:22
5. "It Is Not Sound" – 4:37
6. "The Truth" – 4:01
7. "In the Red" – 3:30
8. "Your Call" – 6:07
9. "Operator" – 3:36

## Personal
- Kristoffer Rygg ("Trickster G.")
- Tore Ylwizaker
- Jørn H. Sværen